# Rötz
Rötz è un comune tedesco di 3 520 abitanti, situato nel land della Baviera.